# Persona 5: The Phantom X
Persona 5: The Phantom X  é um RPG, lançado internacionalmente em 2025, desenvolvido pela Black Wings Game Studio e publicado pela Perfect World na China e Coreia do Sul, Iwplay World em Taiwan e pela Sega no restante do mundo. O jogo é um spin-off da série Persona da Atlus, que por sua vez começou como spin-off da franquia Megami Tensei. Teve um beta aberto na China em 12 abril de 2024. Foi lançado ocorreu em 18 de abril de 2024 em Taiwan, Hong Kong, Macau e Coreia do Sul. Foi lançado mundialmente em 26 de junho de 2025, para dispositivos Android, iOS e Windows.
Membros da equipe original de Persona 5 estiveram envolvidos no desenvolvimento, incluindo membros como produtor da série Kazuhisa Wada como supervisor do projeto, o artista Shigenori Soejima responsável pelo design do protagonista Wonder e Ryota Kozuka que compôs o tema principal. O jogo se passa na Tóquio dos dias atuais e segue um grupo de personagens que detêm o poder de invocar suas Personas . Ele combina elementos de simulação social, onde o protagonista usa seu tempo livre para aumentar suas características e formar laços com personagens, além do aspecto de Dungeon Crawler no mundo alternativo conhecido como Metaverse, explorando locais como Mementos. As versões cognitivas das pessoas encontradas na cidade, incluindo os Phantom Thieves of Hearts do jogo original, podem ser invocadas para uso no Metaverse por meio de um sistema gacha.

## Jogabilidade
Para acomodar o formato de jogo gratuito criado principalmente para dispositivos móveis, Persona 5: The Phantom X adapta a mecânica de Persona com várias mudanças. Assim como os títulos principais, ele combina elementos de simulação social e exploração de masmorras . No entanto, em vez do sistema de calendário do original, As atividades agora exigem energia que é reabastecida ao longo do tempo ou restaurada usando moedas, que são obtidas jogando o jogo normalmente ou pagando, semelhante a outros jogos para celular.
Como o protagonista silencioso masculino (que é nomeado pelo jogador, embora canonicamente seja chamado de Nagisa Kamishiro , mas também recebe o codinome Wonder) que frequenta a escola Kokatsu Academy em Tóquio, os jogadores vivenciam os eventos da história, respondem à perguntas em sala de aula e exploram livremente a cidade depois da escola ou durante os fins de semana e feriados para se envolver em várias atividades. Algumas ajudam Wonder a ganhar pontos de experiência ou dinheiro, enquanto outras melhoram suas características sociais, como Conhecimento e Bondade, que afetam a jogabilidade no aspecto social. Além disso, os jogadores podem consultar o recurso “City Schedule” para ver a lista de atividades sugeridas e recompensas disponíveis.
O jogo também apresenta vários personagens com os quais Wonder pode interagir usando o sistema de "Sinergia" uma nova visão do sistema de confidentes. Comparado à série principal, foi bastante reformulado por conta de seu formato: o número de classificações aumentou, mas nem todas as classificações resultam em conversas novas. As versões cognitivas das sinergias também aparecem como unidades especiais que podem ser invocadas usando o sistema gacha .
Assim como em Persona 5, a parte de exploração de masmorras acontece no Metaverse, um reino criado a partir dos desejos subconscientes que forma o Mementos e Palácios. Mementos é o local gerado proceduralmente, consistindo em vários andares que são usados principalmente para grinding e completar missões diárias, enquanto os Palácios são os estágios relacionados à história principal, governado por um chefe.
A jogabilidade de batalha permanece fiel à série Persona, usando o sistema baseado em turnos com a mecânica "mais 1" ao atacar um ponto fraco dos inimigo. No entanto, diferente da série principal, ativar "mais 1" é sempre seguido por habilidades específicas em vez de dar ao jogador controle total sobre suas ações adicionais, e nem todos os inimigos podem ser "derrubados" em um turno, já que alguns receberam um escudo que determina o número necessário de ataques ate sua fraqueza ser efetiva. Quando todos os inimigos estiverem caídos, o jogador pode realizar um poderoso "Ataque Total".dando uma grande quantidade de dano a todos os inimigios

## Desenvolvimento
A Perfect World Games divulgou o projeto pela primeira vez com um trailer em abril de 2021. Intitulado Code Name: X, anuciado como o primeiro jogo para dispositivos móveis de uma “famosa série de jogos japoneses para consoles” que vendeu mais de 10 milhões de cópias no mundo todo. No trailer foram notadas a estética e a música que lembram Persona 5, mas os laços com a série Persona não haviam sido oficialmente confirmados. A conexão foi descoberta mais tarde por meio do nome do arquivo da imagem encontrada no site e do código binário visto no final do trailer, que foi traduzido para Persona 5X .
Persona 5: The Phantom X foi desenvolvido pela Black Wings Game Studio, uma subsidiária da Perfect World, sob a supervisão da desenvolvedora da série a P-Studio (Atlus) e sua empresa-mãe Sega . A equipe original de Persona 5 forneceu informações sobre a história e o cenário do jogo e apresentou diretamente ideias sobre como deveria ser a  caracterização dos Phantom Thieves, que foram transformadas posteriomente em personagens originais pela equipe Black Wings.
O produtor geral da série Persona, Kazuhisa Wada, trabalhou como supervisor do projeto. O gestor de negócios Yohsuke Uda atuou como produtor do jogo ao lado da Atlus, e o planejador de cenários Yusuke Nitta, que trabalhou anteriormente em Persona 5 Royal, Persona 5 Strikers e Persona 5 Tactica, é creditado como diretor de desenvolvimento e planejador de cenários.

### Música
O tema de abertura, "Ambitions and Visions", foi composto por Ryota Kozuka, da Atlus Sound Team, com letras por Jasmine Webb e cantado por Lyn Inaizum, que também cantou o tema de abertura de Persona 5. De acordo com o diretor de som Qing Yao, "Ambitions and Visions" ajudou a definir o estilo musical do jogo, "herdando o punk e o rock " do jogo original e "expandindo para uma direção J-pop de ritmo rápido".  O resto da música foi criada internamente pela equipe da BlackWings Audio Station,  com letras de AkimR. A música original de Persona 5 e Persona 3 Reload, composta por Shoji Meguro, foi incluída.
O primeiro volume da trilha sonora original, contendo 21 músicas, foi lançado em 12 de abril de 2024 juntamente com a abertura da beta aberta chinesa.

## Personagens

### Grupo do protagonista[14][d]
Protagonista/ Nagisa Kamisiro/ Wonder  - Dublador: Koki Uchiyama
Estudante do segundo ano da escola particular Kokatsu Academy. Despertou seus poderes como usuário de Persona para recuperar os desejos que estão sendo roubados do mundo. Com seus pais em uma longa viagem ao exterior, ele mora sozinho em sua casa em Zoshigaya, Tóquio. Estudante durante o dia e Phantom Thieve durante a noite. Ele é atormentado por visões misteriosas de um futuro desastroso. Sua Persona inicial é Jánošík, parte do folclore eslovaco, comumente associado com Robin Hood. Wonder também possui o poder da "Wild Card" que permite-o usar múltiplas Personas e visitar a "Velvet Room". 
Lufel/ Cattle - Dubladora: Ai Nonoka
Uma criatura misteriosa que aparece diante do protagonista na forma de uma coruja. Ele consegue se comunicar apenas com certos humanos e, após uma certa reviravolta, passa a viver ao lado do protagonista. Embora seu vocabulário antiquado confunda aqueles ao seu redor, ele possui uma personalidade calma e um vasto conhecimento sobre o Metaverso. Confortavelmente aninhado na bolsa do protagonista durante todo o dia, ele dá conselhos valiosos e, no geral, é um ótimo companheiro. Sua Persona inicial é Robroy, baseado no rebelde jacobita Robert Roy MacGregor, parte do folclore escocês.
Motoha Arai/ Closer - Dubladora: Kaede Hondo
Estudante do segundo ano da escola particular Kokatsu Academy, Motoha está na mesma turma que o protagonista. Ela é muito popular na escola, não apenas por suas habilidades atléticas, mas também por sua personalidade sincera, alegre e gentil. Apesar de talentosa e querida, ela ainda luta contra as consequências de um evento traumático que vivenciou na infância. Um certo incidente a leva a despertar seus poderes como usuária de Persona. Sua Persona inicial é Awilda, parte do folclore escandinavo.
Shun Kano/ Soy - Dublador: Katsuyuki Konishi
Estudante do segundo ano da escola particular Kokatsu Academy. A falta de jeito e a precaria habilidade de socialização de Shun o impedem de ter muitos amigos da sua idade. No entanto, ele é profundamente empático e tem um vínculo estreito com o dono de uma antiga loja de ramen, que o aceitou como aprendiz desde pequeno. Enquanto treinava para se tornar chef, ele é repentinamente forçado a desistir e, por meio de uma série de eventos, desperta seus poderes como usuário de Persona. Sua Persona inicial é Mandrin, conhecido como o "Robin Hood" da França e parte do folclore do mesmo país.
Riko Tanemura/ Wind - Dubladora: Atsumi Tanezaki
Estudante do terceiro ano da escola particular Kokatsu Academy, Riko é presidente do comitê disciplinar da escola e herdeira de uma grande empresa com a maior porcentagem de vendas de produtos de ameixa em todo o Japão. Suas excelentes notas e conduta exemplar lhe renderam o respeito dos alunos e funcionários, retratando-a como uma aluna exemplar. O julgamento apurado de Riko lhe permite guiar os Phantom Thieves até mesmo nas situações mais precárias. Sua Persona inicial é Chiyome, baseada em Mochizuki Chiyome, parte do folclore japonês.

## Lançamento
O jogo foi oficialmente revelado para Android e iOS em 16 de março de 2023 sob seu título japonês oficial, Persona 5: The Phantom X. A Perfect World anunciou que distribuiria e operaria o jogo na China, mas os planos para lançamento em outras regiões não foram mencionados nesse primeiro momento.
O primeiro beta fechado, intitulado 'nfiltration Test', foi realizado logo após o anúncio, de 29 a 31 de março de 2023. Embora a Perfect World não tenha anunciado a versão para PC na época, o beta estava disponível para Windows e Android. O segundo, 'Awakening Test', ocorreu de 18 a 31 de agosto de 2023. O beta fechado final, 'Heart Stealing Test', foi realizado de 16 a 30 de janeiro de 2024.
O primeiro beta aberto começou em 12 de abril de 2024, na China continental, e houve o  lançamento oficial em 18 de abril de 2024, em Taiwan, Hong Kong, Macau e Coreia do Sul.
Em sua apresentação na Tokyo Game Show em setembro de 2024, a Atlus anunciou que lançaria Persona 5: The Phantom X no Japão. Um teste beta fechado foi realizado de 29 de novembro a 5 de dezembro de 2024. O jogo foi lançado em outros territórios, em sua versão global,  em 26 de junho de 2025, com pré-carregamento disponibilizado um dia antes do lançamento. No Sudeste Asiático, o jogo se tornou disponível em 3 de julho de 2025.